# Tabriz (cheval)
Tabriz est un cheval trotteur français né en 1963. Courant dans les deux disciplines du trot, il domina sa génération au trot monté, gagnant les trois principaux classiques réservés à sa génération dans cette discipline : les Prix de Vincennes, du Président de la République et de Normandie , parachevant cette rare série par deux victoires dans le Prix de Cornulier, épreuve reine du trot monté.

## Naissance et élevage
Tabriz nait le 30 mars 1963 au haras des Rouges-Terres, à Saint-Léonard-des-Parcs, dans le département français de l'Orne, chez Camille Olry-Roederer, la veuve de Léon Olry-Rœderer, grand éleveur du premier tiers du XXe siècle. Il est le fils de Feu Follet X et de Ninia, sœur du champion  Jamin, autre produit de l'élevage des Rouges Terres. Le père du poulain, Feu Follet X, était un cheval classique, gagnant notamment le Prix de l'Étoile en 1953 et le Prix d'Amérique en 1954.

## Carrière de course
Tabriz se révèle très tôt, gagnant sa première épreuve à Vincennes le 21 août 1965, soit quelques semaines après l'ouverture à la compétition pour sa génération. Il n'est battu que par le crack Toscan l'année suivante dans le Critérium des 3 ans, mais remporte le même mois son équivalent au trot monté, le Prix de Vincennes. Il prend ainsi la tête de sa génération dans cette discipline et confirme les deux années suivantes en s'adjugeant les Prix du Président de la République et Normandie.
Il gagne également face à ses aînés de 5 et 6 ans le Prix des Centaures 1967 et s'impose aux autres générations dans les Prix de Cornulier 1968 et 1969.

## Carrière au haras
Les premiers produits de Tabriz naissent en 1971. Aucun de ses descendants directs ne fut en mesure d'approcher la classe de leur père. Les trois plus riches sont Mourmelon (né en 1978, 1 082 644 FRF (354 511,78 EUR2023)), Salette (née en 1984, 1 053 303 FRF (279 862,61 EUR2023)) et Quabalus (né en 1982, 1 026 598 FRF (292 138,99 EUR2023)). La dernière génération est née en 1993.

## Performances
Tabriz a accumulé 2 330 340 FRF (2 918 331,39 EUR2023) de gain au cours de sa carrière.
Victoires en classiques :
- Prix de Vincennes 1966
- Prix des Centaures 1967
- Prix du Président de la République 1967
- Prix de Cornulier 1968, 1969
- Prix de Normandie 1968

Victoires en semi-classiques :
- Prix de Pardieu 1967
- Prix Camille de Wazières 1967
- Prix René Palyart 1967
- Prix Louis Le Bourg 1967
- Prix Lavater 1967
- Prix Émile Riotteau 1967
- Prix Paul Bastard1968
- Prix Hervé Céran-Maillard 1968
- Prix Joseph-Lafosse 1968
- Prix Edmond Henry 1968
- Prix Jules Lemonnier 1968
- Prix de l'Île-de-France 1969

## Origines
| Origines de Tabriz, mâle, bai, 1963 | Origines de Tabriz, mâle, bai, 1963 | Origines de Tabriz, mâle, bai, 1963 | Origines de Tabriz, mâle, bai, 1963 |
| ----------------------------------- | ----------------------------------- | ----------------------------------- | ----------------------------------- |
| Père Feu Follet X                   | Ogaden                              | The Great Mc Kinney (USA)           | Arion Mc Kinney (USA)               |
| Père Feu Follet X                   | Ogaden                              | The Great Mc Kinney (USA)           | Virginia Dangler (USA)              |
| Père Feu Follet X                   | Ogaden                              | Uranie                              | Intermède                           |
| Père Feu Follet X                   | Ogaden                              | Uranie                              | Pastourelle                         |
| Père Feu Follet X                   | Raison d'Espoir                     | Duc de Normandie II                 | Salam                               |
| Père Feu Follet X                   | Raison d'Espoir                     | Duc de Normandie II                 | Mademoiselle de la Morandière       |
| Père Feu Follet X                   | Raison d'Espoir                     | Sorbonne                            | Jour d'Espoir                       |
| Père Feu Follet X                   | Raison d'Espoir                     | Sorbonne                            | Arlette                             |
| Mère Ninia                          | Abner                               | Odoacre                             | Gaël                                |
| Mère Ninia                          | Abner                               | Odoacre                             | Fémina III                          |
| Mère Ninia                          | Abner                               | Gracieuse VII                       | Ogotaï Khan                         |
| Mère Ninia                          | Abner                               | Gracieuse VII                       | Picciola V                          |
| Mère Ninia                          | Dladys                              | Hernani III                         | Ontario                             |
| Mère Ninia                          | Dladys                              | Hernani III                         | Odessa                              |
| Mère Ninia                          | Dladys                              | Gladys                              | Craig an Eran (GBR)                 |
| Mère Ninia                          | Dladys                              | Gladys                              | Gainsbourough Girl (GBR)            |